# Dobay János
Dobay János (Máramarossziget, 1824 – Máramarossziget, 1874. december 1.) ügyvéd, költő.

## Élete
1844-től 1847-ig a csebi Pogány és Szentpály családoknál nevelő s jurátus volt; 1847–1848-ban tanító a máramarosszigeti gimnáziumnál; 1848–1849-ben honvéd; azután öt évig bujdokolt. 1855–1860-ban Sárközújlakon jegyző volt. 1871-ben Tisza címen ellenzéki lapot indított meg, mely azonban egyévi fennállása után megszűnt. 1872-ben megyei tisztviselőnek választották. Élete utolsó éveiben a református főiskolánál vizsgáló bizottsági elnök és cenzor volt.

## Munkái
Több népies dalt írt, például: Sajó kutyám, jaj de mélyen aluszol…